# Begraafplaats van Lessen
De Begraafplaats van Lessen (Lessines) is gelegen in de Belgische stad Lessen (provincie Henegouwen) en bestaat uit een oud en een nieuw gedeelte die slechts 200 m van elkaar verwijderd liggen. Beide liggen aan de Chemin d'Ath op ongeveer 700 m ten zuidoosten van het stadscentrum (Sint-Pieterskerk).

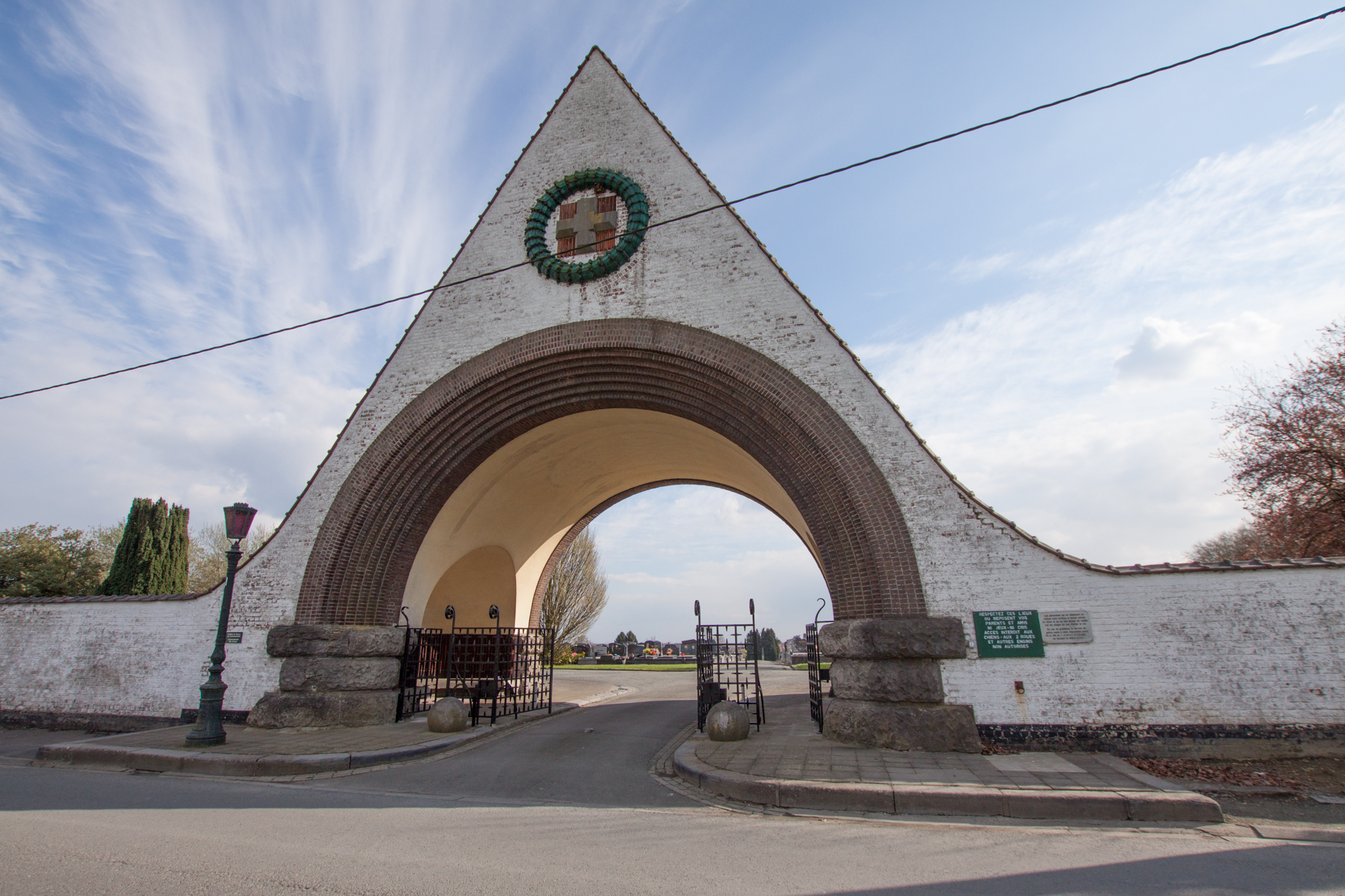
Toegang tot de nieuwe begraafplaats

## Britse oorlogsgraven
In het oude gedeelte liggen 8 Britse gesneuvelden uit de Eerste Wereldoorlog begraven. Zij stierven in november of december van 1918. Hun graven worden onderhouden door de Commonwealth War Graves Commission en staan er geregistreerd als Lessines Communal Cemetery.
In het nieuwe gedeelte liggen 8 Britse gesneuvelden uit de Tweede Wereldoorlog (waaronder 1 niet geïdentificeerde) begraven. Zeven van hen stierven in mei 1940 tijdens de gevechten in de omgeving van Bergen bij de opmars van het Duitse leger. Eén sneuvelde in september 1944. De graven worden onderhouden door de Commonwealth War Graves Commission en staan er geregistreerd als Lessines New Communal Cemetery.

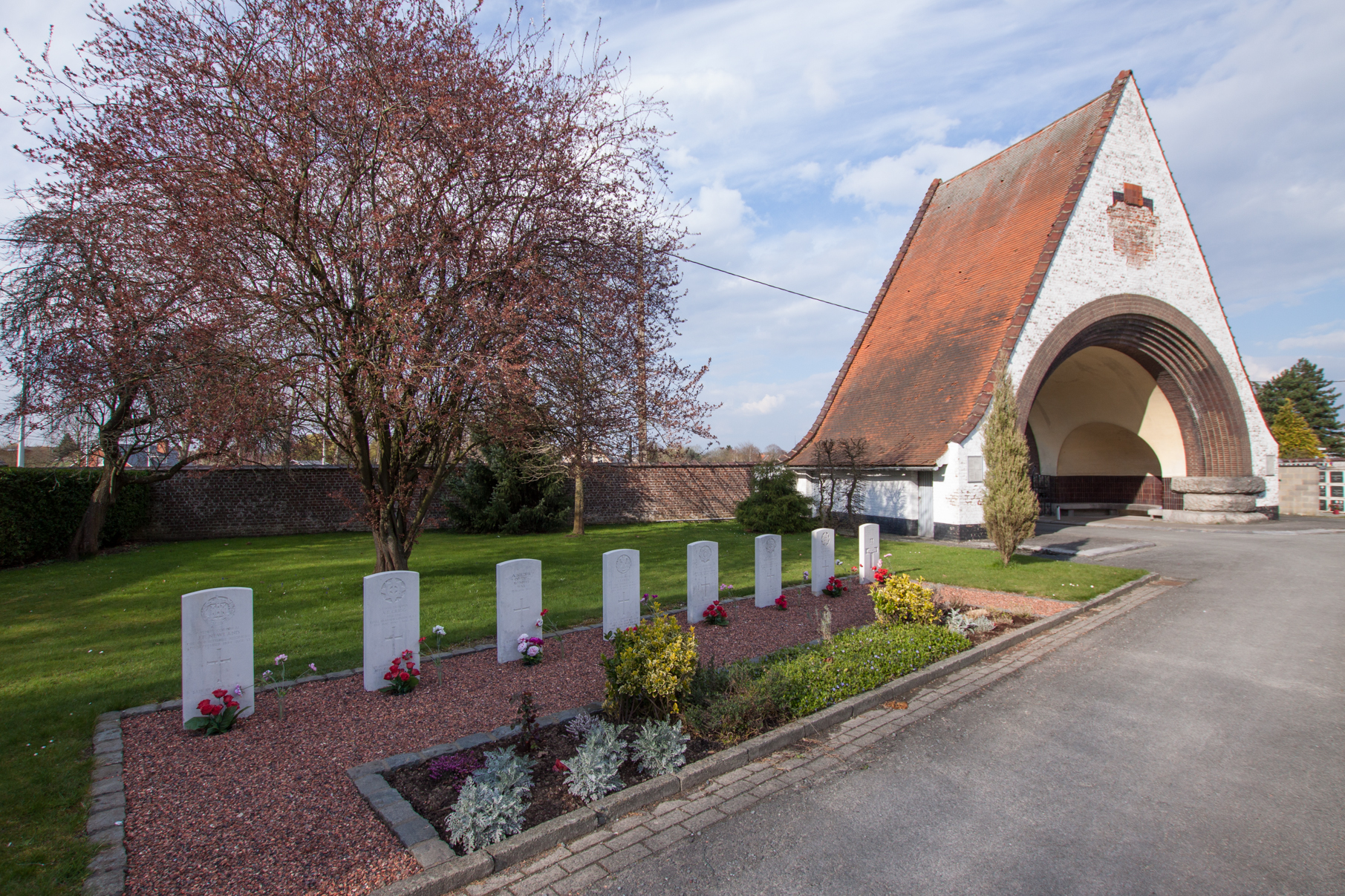
Britse graven in het nieuwe gedeelte